# 约瑟夫·伯格
约瑟夫·伯格（英語：Joseph Buerger，1870年9月19日—1951年11月10日），美国男子赛艇运动员。他曾代表美国参加1904年夏季奥林匹克运动会赛艇比赛，获得男子双人单桨无舵手铜牌。